# AeroLAZ
AeroLAZ или ЛАЗ AX183D - 12-метровый перронный автобус для обслуживания аэропортов, выпускавшийся на Львовском автобусном заводе с 2004 по 2007 год. 
По форме кузова и дверей автобус существенно отличается от родственных моделей CityLAZ-12, CityLAZ-10LE или ElectroLAZ-12. В связи с «аэропортным» назначением AeroLAZ его кузов вагонной компоновки был несколько изменен, в частности, лобовое стекло стало более заостренным по бокам, переработан салон. В салоне содержится всего 17 сидячих мест, благодаря уменьшению количества кресел пассажировместимость машины возросла до 130-140 человек. Автобус, в отличие от родственных НеоЛАЗ, имеет двойные двери как справа, так и слева - четыре справа и две слева. Формула дверей 0-1-2-2-2-2. Посередине салона кресла и вовсе отсутствуют (расположены в задней и передней частях автобуса), оборудованы трапы и пандусы для колесной клади и 2-4 специальных места для инвалидной коляски.